# Marguerite-D’Youville
Marguerite-D’Youville ((en francés) AFI: [maʀgəʀitdjuvil]), antes Lajemmerais ((en francés) AFI: [laʒɛmʀɛ]), es un municipio regional de condado (MRC) fundado en 1982 en Quebec, Canadá. Está ubicado en la región de Montérégie-Est en Montérégie. Está incluido en la Communidad metropolitana de Montreal también. En 2013 el MRC tenía una población de 75 160 habitantes en una densidad poblacional de 219 personas por km². La sede del MRC es Verchères aunque la ciudad más poblada es Sainte-Julie.

## Geografía

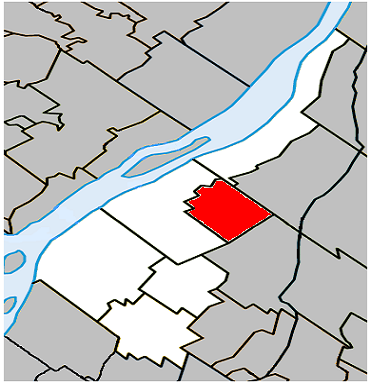
Municipios en el MRC de Marguerite-D'Youville, en rojo Calixa-Lavallée

El MRC de Marguerite-D’Youville se encuentra entre el río San Lorenzo al oeste, el MRC de Pierre-De Saurel al nordeste, La Vallée-du-Richelieu al este, y la aglomeración de Longueuil al sur. Los MRC de L'Assomption y D'Autray son vecinos también sin embargo en otra orilla del San Lorenzo.

## Historia

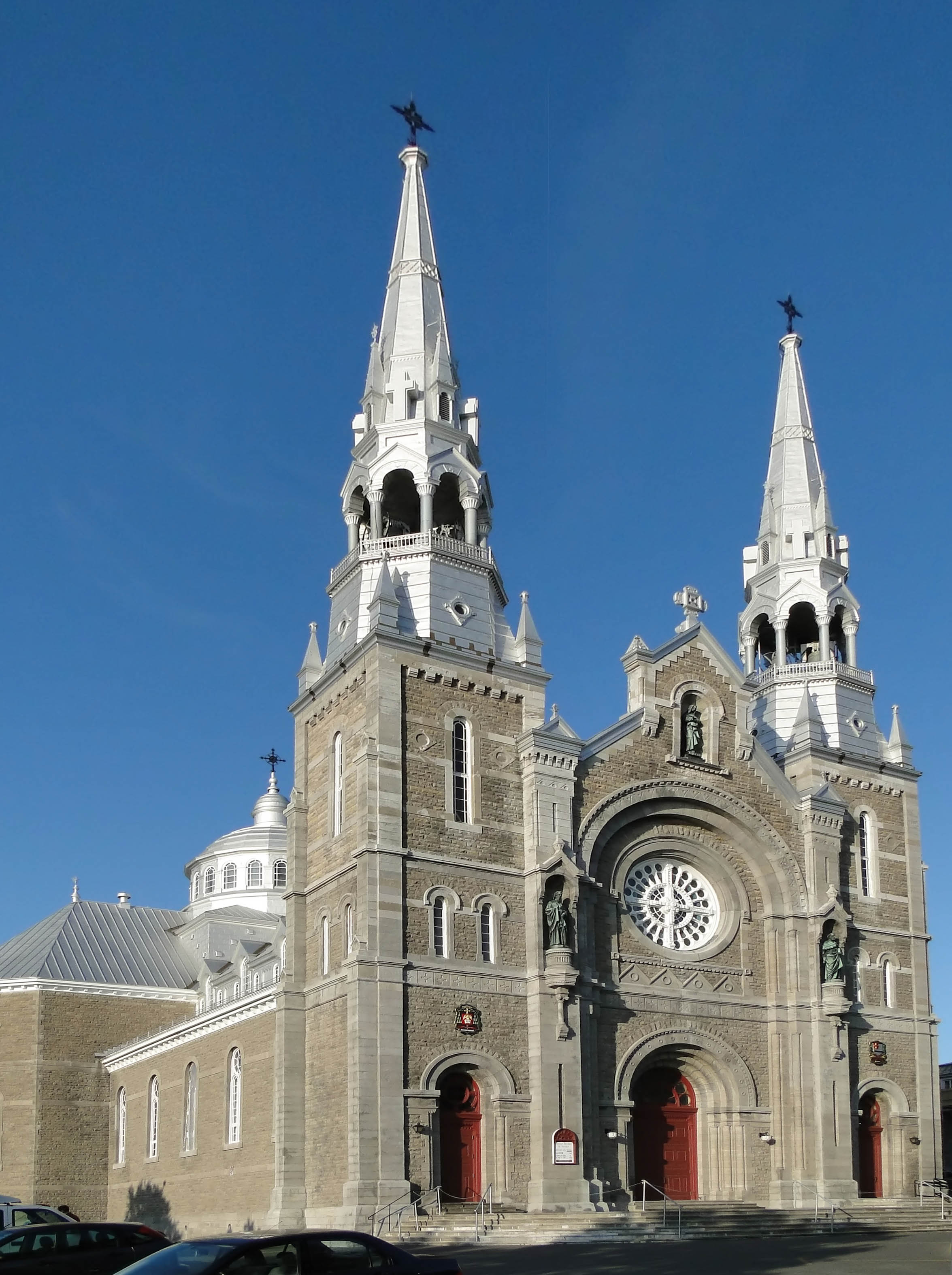
Basílica Sainte-Anne de Varennes

Hasta 2011, el nombre del MRC fue Lajemmerais. El nuevo nombre del MRC procede Marguerite Dufrost de Lajemmerais, conocida sobre el nombre de Maria Margarita de Youville, que fundadora de las Hermanas de la Caridad de Montreal, llamadas Hermanas Grises, y que es la primera persona nacida en Canadá en ser canonizada. El MRC fue creado en 1982 para suceder al antiguo condado de Verchères.

## Política
El MRC de Marguerite-D’Youville hace parte de las circunscripciones electorales de Verchères a nivel provincial y de Verchères-Les Patriotes a nivel federal.

## Población
Según el Censo de Canadá de 2011, había 74 416 personas residiendo en este MRC con una densidad de población de 215,4 hab./km². El aumento de población fue de 6,5 % entre 2006 y 2011.

## Componentes
Hay 6 municipios en el MRC.
| Código | Nombre                | Tipo      | Fecha de constitución | Área total (km²) | Área agua (km²) | Área tierra (km²) | Población 2013 | Densidad (hab./km²) |
| ------ | --------------------- | --------- | --------------------- | ---------------- | --------------- | ----------------- | -------------- | ------------------- |
| 59010  | Sainte-Julie          | Ciudad    | 01.07.1855            | 48,87            | 0,35            | 48,52             | 30 344         | 625,4               |
| 59015  | Saint-Amable          | Municipio | 13.06.1921            | 36,92            | 0,12            | 36,80             | 11 847         | 321,9               |
| 59020  | Varennes              | Ciudad    | 26.08.1972            | 114,22           | 19,32           | 94,90             | 21 288         | 224,3               |
| 59025  | Verchères             | Municipio | 18.09.1971            | 85,09            | 12,30           | 72,79             | 5830           | 80,1                |
| 59030  | Calixa-Lavallée       | Parroquia | 24.07.1878            | 32,72            | 0,07            | 32,65             | 511            | 15,7                |
| 59035  | Contrecoeur           | Ciudad    | 01.01.1976            | 87,63            | 25,63           | 62,00             | 6900           | 111,3               |
| 590    | Marguerite-D'Youville | MRC       | 01.01.1982            | 405              | 58              | 347               | 76 720         | 221,1               |